# Seznam umetnikov
Seznam umetnikov je krovni seznam po glede na področje delovanja, (nekateri umetniki se lahko nahajajo v več seznamih). V obsegu posameznih seznamov so vključeni predvsem neslovenski umetniki. Za umetnike, rojene ali delujoče v Sloveniji, glej seznam slovenskih umetnikov.

## F
- seznam filmskih ustvarjalcev

## G
- seznam glasbenikov

## K
- seznam kiparjev
- seznam književnikov

## M
- seznam Slovenski modni oblikovalci

## P
- seznam pesnikov
- seznam pisateljev

## S
- seznam slikarjev